# Cuevas de la Florentina
Las Cuevas de la Florentina son unas cuevas históricas abiertas al público situadas en el Frente de Levante, entre el Túnel de Florentina y el Torreón de las Pelotas,  teniendo su acceso desde la Cuesta de Florentina de Melilla la Vieja de la ciudad española de Melilla y forma parte del Conjunto Histórico Artístico de la Ciudad de Melilla, un Bien de Interés Cultural.

## Historia
Fueron excavadas en el siglo XVIII, como almacenes de víveres y fueron usadas para alojar a la población en caso de sitio, especialmente en el Sitio de Melilla (1774-1775).

## Descripción
Cuenta con unas cuevas sitiadas transversalmente a la muralla unidas por otras situadas en paralelo.